# Forever Rich

Forever Rich is een Nederlandse film uit 2021 die diende als de eerste Nederlandse Netflix Original-film.
De film werd geregisseerd door Shady El-Hamus, die samen met Jeroen Scholten het filmscenario schreef. In de film is een hoofdrol weggelegd voor Jonas Smulders als 'Richie', terwijl Hadewych Minis, Sinem Kavus en Daniël Kolf bijrollen vertolken.
De film ging op 1 oktober 2021 in première.

## Verhaal
De film volgt de jonge hiphopartiest Richie die hard op weg is om de beste hiphopster van Nederland te worden. Alles verandert echter als hij in een parkeergarage wordt overvallen en beroofd van zij dure horloge. Niet veel later verschijnen de beelden overal online, waardoor zijn naam en reputatie beschadigd raken. Om zijn carrière te redden, zet hij de achtervolging op de overvallers in.

## Rolverdeling
| acteur               | personage            |
| -------------------- | -------------------- |
| Jonas Smulders       | Richie               |
| Sinem Kavus          | Anna                 |
| Hadewych Minis       | Els                  |
| Yootha Wong-Loi-Sing | Jessica              |
| Mustafa Duygulu      | Abdel                |
| Zoë Love Smith       | Sabia                |
| Daniël Kolf          | Tony                 |
| Kendrick Etmon       | Suavé                |
| Yassin Dardour       | Bilal                |
| Yassine Chigri       | influencer           |
| Rachelle Sarkis      | Ahoy-medewerker      |
| Martijn Oversteegen  | agent                |
| Katie de Rooij       | productie medewerker |